# Bombardeo de Belgrado (1941)
El bombardeo de Belgrado (en serbio: Бомбардовање Београда/Bombardovanje Beograda) durante la Segunda Guerra Mundial, también conocido por su nombre en clave Operación Castigo (en alemán: Unternehmen Strafgericht), fue una operación militar aérea de la Luftwaffe sobre la ciudad de Belgrado, capital del Reino de Yugoslavia, como paso previo a la invasión del país por las potencias del Eje. Los ataques tuvieron lugar los días 6, 7, 11 y 12 de abril de 1941.
Los ataques aéreos de la Luftflotte 4 de la fuerza aérea del III Reich, comandada por el general Alexander Löhr, destruyeron la mayor parte de las infraestructuras de la ciudad y causaron entre 2000 y 17 000 muertos (según diferentes versiones) entre la población civil; aunque Antony Beevor amplía los márgenes y los sitúa entre 1500 y 30 000. En la campaña participaron 2236 aviones, que arrojaron sobre la ciudad 440 Tm de bombas. La orden directa del ataque vino del alto mando alemán, tras enfurecer a Adolf Hitler la deposición del príncipe Pablo, con quien había firmado el Pacto Tripartito, en un golpe de Estado incruento producido el 27 de marzo anterior. El mismo día en el que comenzaron los bombardeos, los Ejércitos del Eje iniciaron la invasión terrestre de Yugoslavia desde todas sus fronteras.
La operación fue un éxito, y consiguió incomunicar totalmente al alto mando yugoslavo con sede en Belgrado con sus fuerzas sobre el terreno; el general Danilo Kalafatović firmó el armisticio el 17 de abril siguiente. El rey Pedro II y su Gobierno partieron al exilio en Londres, y el Estado balcánico fue repartido entre las potencias del Eje; tanto la ciudad como Serbia permanecieron durante más de tres años bajo ocupación alemana.
Al final de la guerra, la ciudad fue bombardeada de nuevo, en este caso por los Aliados, en una operación llevada a cabo por fuerzas anglo-estadounidenses los días 16 y 17 de abril de 1944. Su finalidad fue aniquilar las posiciones alemanas y facilitar la liberación de la ciudad, consumada en una operación conjunta de los Partisanos y el Ejército Rojo a finales de ese año.

## Contexto
Durante la Segunda Guerra Mundial, las operaciones en el Frente de los Balcanes se iniciaron cuando Benito Mussolini ordenó la invasión de Grecia en octubre de 1940. Pero tal como su aliado Adolf Hitler había previsto, las fuerzas de Aléxandros Papagos repelieron la ofensiva italiana y obligaron al Ejército de Mussolini a retroceder. Hitler se vio entonces obligado a intervenir, al ver peligrar futuras operaciones por la presencia militar Aliada en el país. Pero para ello, necesitaba el camino expedito a través de los países limítrofes para poner en marcha su operación de invasión de Grecia; logró que Hungría, Rumania y Bulgaria se adhiriesen al Pacto Tripartito. Tan solo el Reino de Yugoslavia restaba para operar con total libertad a través de los Balcanes.    
Desde principios de 1941, Hitler presionó a Yugoslavia para unirse al Eje y, el 14 de febrero, se reunió con el regente, el príncipe Pablo de Yugoslavia, y el primer ministro Dragiša Cvetković y solicitó la adhesión del país al Pacto Tripartito. El regente, finalmente, sucumbió a esta presión el 25 de marzo de 1941.
Sin embargo, esta decisión fue muy impopular entre la opinión pública y los militares serbios anti-Eje, y se produjeron masivas manifestaciones contra la firma del Tripartito en Belgrado. El 27 de marzo siguiente, se produjo un golpe de Estado militar orquestado por los generales Dušan Simović y Bora Mirković, que acabó con la regencia de Pablo y elevó al trono al rey Pedro II de Yugoslavia. Algunos partidos políticos de oposición al Eje y la promesa de ayuda militar del Reino Unido, que estaba entonces en guerra con la Alemania nazi, alentaron a los conspiradores militares para dar el golpe.
Nada más recibir la información del golpe de Estado en Yugoslavia, Adolf Hitler se enfureció y llamó a sus consejeros militares a Berlín. Hitler tomó el golpe como un insulto personal, y estaba tan enojado que decidió «sin esperar a posibles declaraciones de lealtad del nuevo gobierno, destruir Yugoslavia militarmente y como nación». En una reunión con el ministro de Exteriores, Joachim von Ribbentrop, el comandante supremo de la Luftwaffe, Hermann Göring, y el jefe de Estado Mayor, general Franz Halder, el Führer ordenó a este diseñar un plan relámpago para «abatir Yugoslavia lo antes posible».

## Planificación

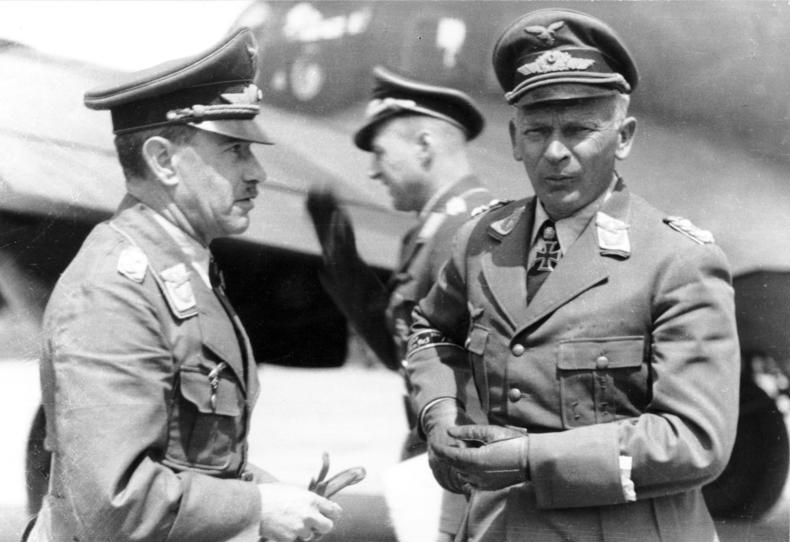
Alexander Löhr y Wolfram von Richthofen en una imagen del Bundesarchiv de febrero de 1942. Ambos comandaban las unidades que llevaron a cabo el bombardeo de la capital yugoslava: Löhr como comandante en jefe de la Luftflotte 4 y von Richtofen al mando del VIII. Fliegerkorps, subordinado del primero.

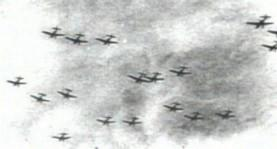
Aviones de la Luftwaffe sobre el cielo de Belgrado el 6 de abril de 1941, primer día de bombardeos. 2236 aparatos sobrevolaron la ciudad durante los cuatro días de ataques indiscriminados.

La posibilidad del ataque era ya latente en los medios diplomáticos. Los últimos días de marzo, las mujeres y los niños de la embajada británica recibieron la orden de abandonar la ciudad, y el 1 de abril los alemanes e italianos residentes en Yugoslavia comenzaron su evacuación del país. El Real Ejército Yugoslavo movilizó en esos días al 80% de sus reservistas.
El 2 de abril, el personal diplomático alemán en Belgrado se redujo drásticamente. Únicamente quedaron en la embajada el encargado de negocios, el agregado militar, el operador de radio, un secretario y el chófer. Una vez que recibieran la frase en clave "Pacto Tripartito", ellos también debían abandonar la delegación.
A pesar de que la decisión del bombardeo fue tomada el mismo 27 de marzo, no fue hasta el 5 de abril cuando llegó la orden definitiva del inicio del ataque. La razón fue probablemente que dos días antes las autoridades yugoslavas habían declarado las ciudades de Belgrado, Zagreb y Liubliana ciudades abiertas, en previsión de un posible ataque alemán. Sin embargo, el 5 de abril Hitler, superando las reservas iniciales, dio la orden del ataque.
En su desesperada situación Belgrado únicamente podía esperar ayuda de la Unión Soviética y Turquía, con quienes el país tenía firmados tratados de amistad. Por ello, e inmediatamente antes del inicio de las hostilidades, la actividad diplomática alemana fue encaminada contra posibles esfuerzos externos por ayudar a Yugoslavia. También fueron infructuosas las negociaciones del embajador alemán en Belgrado, Viktor von Heeren, quien hasta el último instante intentó evitar el ataque. Von Heeren intentó convencer al Reich de que el golpe de Estado había sido llevado a cabo por intereses individuales y la precipitación de un grupo de militares, y que la mayoría de los serbios no eran hostiles a los alemanes.
El nombre en clave para el bombardeo alemán sobre Belgrado que precedería a la invasión de Yugoslavia fue Operación Castigo. La Luftwaffe iniciaría el bombardeo de la ciudad el 6 de abril (Domingo de Ramos) sin una declaración de guerra previa, continuando sus ataques durante cuatro días. La Luftflotte 4 (4.ª flota aérea de la Luftwaffe) efectuaría más de 500 incursiones sobre la ciudad en tres oleadas diarias procedentes de los aeródromos de Arad, Timișoara, Deva y Turnu Severin (Rumanía), Kaposvar (Hungría), Sofía (Bulgaria) y Wiener Neustadt (Austria) donde las fuerzas alemanas estaban desplegadas para su ataque a la Unión Soviética (Operación Barbarroja). Unos 484 despegarían desde los aeropuertos de Viena y Graz, completando los 2236 aparatos que llevarían a cabo los cuatro días de bombardeos. De ellos, 1062 serían bombarderos, 885 cazas y 289 aviones de reconocimiento.
El mariscal del Reich Hermann Göring, Comandante en Jefe de la Luftwaffe, estableció su cuartel general de campaña en el paso de Semmering, al sureste de Wiener Neustadt, para coordinar el bombardeo. Alexander Löhr estaba al mando de la Luftflotte 4 (Cuarta flota aérea), que fue la designada para efectuar el ataque. Las operaciones aéreas fueron llevadas a cabo por el VIII. Fliegerkorps (Octavo cuerpo aéreo) de la cuarta flota, al mando del general Wolfram von Richthofen. Von Richtofen había sido el jefe del Estado Mayor de la Legión Cóndor alemana durante la Guerra Civil Española que bombardeó Guernica el 26 de abril de 1937. El día 5 de abril, el embajador de los Estados Unidos en Belgrado, Arthur Bliss Lane, fue informado confidencialmente de que al día siguiente los alemanes atacarían la ciudad, por lo que el personal de su embajada comenzó a preparar su desalojo.

## Objetivos
Según trascendió en los Juicios de Núremberg, las órdenes de Hitler sobre el ataque a Yugoslavia el mismo 27 de marzo fueron:

El Führer ha decidido, sin esperar a posibles declaraciones de fidelidad del nuevo gobierno, hacer todos los preparativos para destruir Yugoslavia militarmente y como unidad nacional. No se realizará ninguna consulta diplomática ni se presentará un ultimátum. Las garantías del Gobierno yugoslavo, que de todos modos no podrán ser creídas en el futuro, serán anotadas. El ataque se iniciará tan pronto como los medios adecuados y efectivos puedan estar listos. Políticamente, es especialmente importante que el golpe contra Yugoslavia se lleve a cabo con dureza inmisericorde y que la destrucción militar sea efectuada con la efectividad del rayo. En el supuesto de que aceleremos los horarios de todos los preparativos y el uso de dichas fuerzas, el colapso yugoslavo se llevará a cabo en el menor tiempo posible. (...) y destruir la capital Belgrado en oleadas de ataques. Además la Fuerza Aérea tiene que apoyar al Ejército de Tierra.

A pesar de que las órdenes fueron específicas sobre la aniquilación total de la ciudad, existen informaciones de que fueron sustituidas en el último momento por el ataque a comunicaciones militares y objetivos logísticos en la ciudad por el general Alexander Löhr —comandante de las unidades de la Luftwaffe que bombardearon Belgrado— y su personal. En el estudio preparado por la Luftwaffe diez días después del ataque para evaluar los resultados obtenidos por las 218,5 Tm de bombas lanzadas (según sus informes; 440 Tm según datos de posguerra), los objetivos que se mencionaban eran los siguientes: el Palacio Real, el Ministerio de Defensa, las academias militares, la oficina de correos principal, la oficina de telégrafos, la estación de ferrocarril, las centrales eléctricas y los cuarteles militares.
De hecho, autores modernos mantienen que se trató de un bombardeo táctico, pues a pesar de las órdenes del Führer, todos los objetivos militares, logísticos y gubernamentales fueron alcanzados.

## El ataque

### 6 y 7 de abril

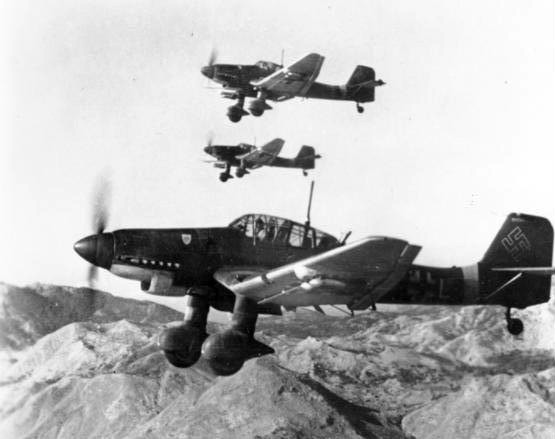
Un grupo de bombarderos Junkers Ju 87 Stuka de la Luftwaffe sobrevolando Montenegro en octubre de 1943. Los Stukas, cuya eficacia fue probada en la Guerra Civil Española durante el bombardeo de Guernica, tuvieron un gran protagonismo en los primeros ataques aéreos de la fuerza aérea alemana en la Segunda Guerra Mundial, como ocurrió durante el bombardeo de Belgrado.

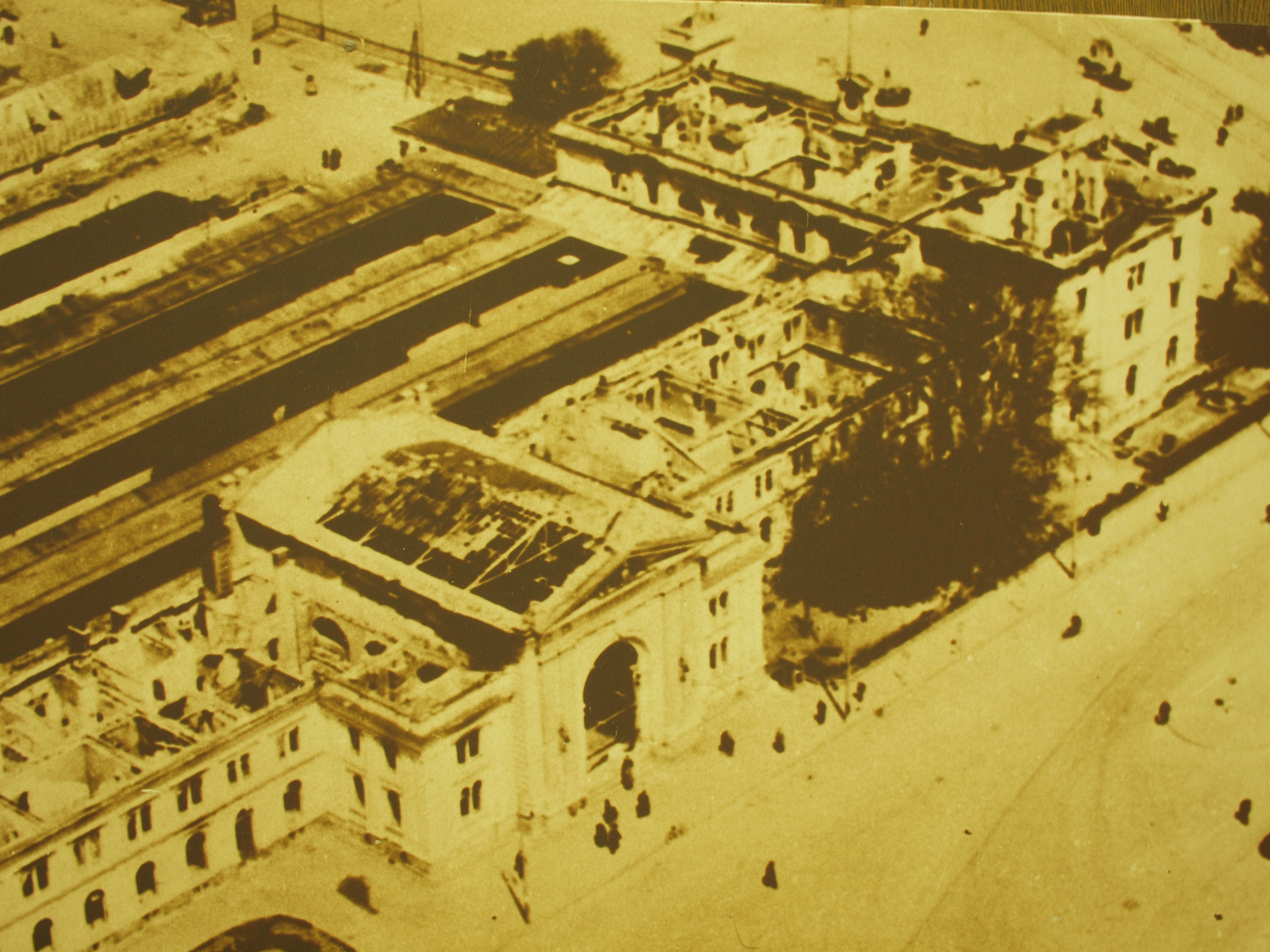
El edificio principal de la Estación Principal de Belgrado, tras el ataque con bombas incendiarias a que fue sometido por la aviación alemana. El edificio, construido entre 1881 y 1884 cuando Serbia era un protectorado otomano, sufrió también los bombardeos de la aviación aliada tres años más tarde.

Belgrado (junto con Zagreb y Liubliana) había sido declarada ciudad abierta dos días antes, por lo que carecía de defensa antiaérea. Las primeras bombas cayeron a la ciudad en la mañana del Domingo de Ramos 6 de abril de 1941, a las 06:30 CET, cuando la mayoría de belgradenses aún dormían. Esta primera oleada estaba integrada por 234 bombarderos de los modelos Junkers Ju 87 Stuka, Dornier Do 17 y Heinkel He 111 procedentes de aeródromos rumanos y húngaros, escoltados por 120 cazas Messerschmitt Bf 109. A su encuentro salieron 16 aeronaves, entre ellas cinco de los seis interceptores Rogožarski IK-3 de los regimientos 161 y 162 la Real Fuerza Aérea Yugoslava con base en Zemun. A pesar del magnífico comportamiento de los Rogožarski, la enorme superioridad numérica alemana hizo inútil el esforzado comportamiento de los pilotos yugoslavos, que acreditaron 14 derribos.
Los primeros objetivos de las bombas fueron el Complejo Real en el selecto barrio de Dedinje, y los edificios gubernamentales en el centro de la ciudad. Uno de sus primordiales objetivos fue el Aeropuerto de Zemun, de uso militar y civil, donde tenía su sede el 6.º Regimiento de Combate de la Fuerza Aérea Yugoslava, encargado de la defensa aérea de la ciudad. El aeródromo, situado unos kilómetros al oeste del centro de Belgrado, fue atacado por varias oleadas de Junkers Ju 87 Stuka y totalmente inutilizado, así como parte de la flota asignada en el mismo, muchos de cuyos aviones fueron destruidos en tierra. Los efectivos Stukas ejecutaron un sistemático bombardeo en picado sobre objetivos plenamente planificados, como los hangares, la torre de control y los aparatos estacionados. En total, durante el primer día de hostilidades, la flota alemana derribó 24 aviones yugoslavos y destruyó otros 40 en tierra. Con este ataque estratégico, los aviones alemanes obtuvieron la total superioridad aérea para continuar su ofensiva. Inmediatamente, escuadrillas destinadas en otras bases aéreas del país se incorporaron a la defensa aérea de la ciudad. La base aérea de Kumanovo, al norte de Macedonia, también fue atacada ese día.
Un grupo de 150 bombarderos Dornier Do 17 acompañados por Stukas bombardearon el centro de Belgrado, ciudad donde residían 370 000 personas, de las que fallecieron 2271 según los registros oficiales. Especialmente virulento fue el ataque para la comunidad judía belgradense: el barrio judío de Dorćol y la mayoría de las sinagogas de la ciudad fueron destruidos durante la campaña. Los bombardeos se repitieron durante cuatro tandas durante el primer día de ataques, alcanzando múltiples objetivos civiles y militares.
Durante los sucesivos ataques, la mayoría de habitantes de la ciudad habían huido o estaban escondidos en sótanos o refugios. Un número desconocido quedaron sepultados bajo los escombros, incluyendo 192 muertos al ser alcanzado un refugio subterráneo en el Parque Karađorđev.
Este golpe prácticamente destruyó todos los medios de comunicación entre el alto mando yugoslavo  y sus fuerzas en el terreno, aunque la mayoría de los miembros del Alto Estado Mayor lograron escapar a uno de los suburbios. Después de asestar el golpe de gracia al centro neurálgico enemigo, la Luftwaffe dedicó su máximo esfuerzo a objetivos militares como aeródromos, rutas de comunicación, y concentraciones de tropas, con el fin de facilitar las operaciones de tierra que estaban próximas a desarrollarse.

### 8, 9 y 10 de abril
El objetivo se extendió a otras ciudades yugoslavas: las fuerzas alemanas atacaron Sarajevo y Kraljevo el 6 de abril; el 8 de abril, Niš —causaron 600 muertos—, además de Leskovac, Kragujevac y Novi Sad, con bombardeos estratégicos que destruyeron infraestructuras y aeropuertos.
Durante esos días, las condiciones meteorológicas fueron adversas para el vuelo: el cielo nublado y la lluvia dificultaban la actividad de las aeronaves. El 8 de abril, la aviación alemana concentró sus ataques en el norte de Montenegro, donde tropas yugoslavas habían comenzado su evacuación hacia Kosovo en dirección a Grecia.
El 9 de abril, los bombarderos de la Luftwaffe atacaron las bases aéreas de Bosanski Aleksandrovac, donde tenían su base los Hawker Hurricane yugoslavos, y Bania Luka, que albergaba regimientos de bombarderos Bristol Blenheim, ambos en Bosnia, con el objetivo de debilitar aún más la mermada aviación yugoslava. El 10 de abril, debido al mal tiempo, no se produjeron incursiones aéreas.

### 11 y 12 de abril
La mañana del 11 de abril, festividad de Viernes Santo, se reanudaron los bombardeos, que se prolongarían también durante el día siguiente y castigaron nuevamente el centro de Belgrado, donde murieron cientos de personas. Por la tarde, una escuadrilla de 20 Messerschmitt Bf 110 atacó el aeródromo de Veliki Radinci, en Sirmia.
El último día de combates, el 12 de abril, se produjeron las últimas escaramuzas aéreas, y la Real Fuerza Aérea Yugoslava quedó completamente incapacitada para prestar la más mínima oposición a la ofensiva alemana. A partir de ese día, las fuerzas de Löhr desviaron sus objetivos hacia Grecia.

## Crisis y exilio del gobierno

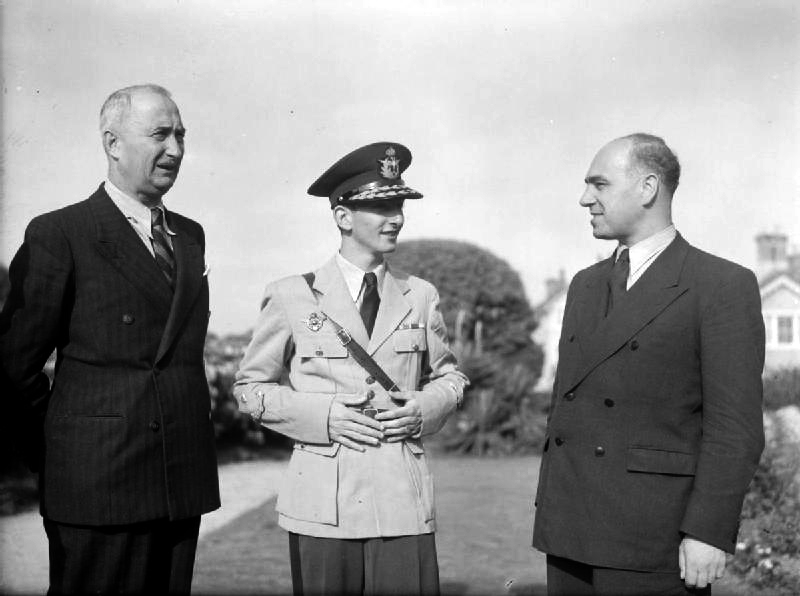
El primer ministro Dušan Simović, el rey Pedro II de Yugoslavia y el ministro de la corte Radoje Knežević, poco después de llegar a Londres, en junio de 1941. El Gobierno yugoslavo en el exilio dio en principio su apoyo a los combatientes monárquicos chetniks de Draža Mihajlović en la Guerra de Liberación Nacional, pero el acercamiento de estos al Eje y los extraordinarios progresos de los partisanos de Tito provocaron que el rey y su gabinete se quedasen de facto sin representación de ningún tipo en su propio país.

Después de los primeros bombardeos, el Gobierno alemán trató de justificar públicamente su ataque a una ciudad casi indefensa, denominándolo «operaciones contra la Fortaleza de Belgrado». Según Joachim von Ribbentrop, el objetivo del ataque fue «castigar a la camarilla de conspiradores de Belgrado» y «restablecer la paz y el orden». El día 12 de abril, después de cuatro días de ataques, los aviones alemanes habían arrojado 440 Tm de bombas sobre la ciudad.
Dos miembros del Gobierno fallecieron en los bombardeos del día 6; uno de ellos el ministro sin cartera Franc Kulovec, del Partido Popular Esloveno. Ese día, el rey Pedro II y su gabinete —encabezado por el primer ministro Dušan Simović— abandonaron la ciudad y buscaron refugio en las áreas montañosas del país, con la intención de partir al exilio, ya que nadie confiaba en una resistencia prolongada ante la invasión. Pero el máximo representante croata en el Gobierno, el vice primer ministro Vladko Maček, anunció que bajo ninguna circunstancia se iría al exilio y renunció a su cargo, cediéndoselo al secretario del Partido Campesino Croata, Juraj Krnjević, a quien nombró también su representante en el exilio. La renuncia de Maček, que regresó a Zagreb, fue un duro golpe político para el Gobierno yugoslavo, ya que era quien gozaba de mayor respaldo popular entre todos sus miembros. También decidieron permanecer en el país tres ministros, los miembros del Partido Campesino Croata Ivan Andres y Bariša Smoljan, y el presidente de la Organización Musulmana Yugoslava y único representante de los musulmanes bosnios en el gabinete, Džafer Kulenović. La última reunión del gobierno en suelo yugoslavo se celebró en Pale, cerca de Sarajevo, el 13 de abril, y en la misma se sentaron las bases de la rendición. Unos días después partieron hacia Grecia desde una base aérea en Nikšić (Montenegro).
Tras la división y exilio del Gobierno, el Real Ejército Yugoslavo comenzó también a derrumbarse. El 17 de abril, el general Danilo Kalafatović, en representación del Gobierno y del Ejército yugoslavos, firmó la rendición incondicional ante las fuerzas alemanas.
El rey Pedro II y su familia, que ya se encontraban en suelo griego, se unieron a sus ministros para volar a Londres, donde se instaló el Gobierno yugoslavo en el exilio. El monarca y su gabinete llegaron a Inglaterra a finales de junio de 1941 y se les recibió como héroes, pero su influencia en el devenir de los acontecimientos en Yugoslavia fue prácticamente nula. Al final de la guerra, y bajo la influencia de los vencedores, el soberano debió reconocer un nuevo Gobierno pactado entre su primer ministro Ivan Šubašić y el líder partisano Josip Broz Tito, que a la postre se convertiría en gobernante del país.

## Defensas
Ante la magnitud del ataque, que según la mayoría de estimaciones efectuaron más de 2000 aviones, la defensa aérea yugoslava se mostró totalmente desbordada. Al haber sido declarada ciudad abierta, carecía de defensa antiaérea, y los medios de la Real Fuerza Aérea Yugoslava (Jugoslovensko kraljevsko ratno vazduhoplovstvo, JKRV por sus siglas en serbocroata) eran en su mayoría obsoletos. Según el inventario de 1941, disponía de 800 aviones de combate, 487 operativos, de los que únicamente 150 estaban lo suficientemente preparados para plantar cara a los modernos cazas de la Luftwaffe.
La defensa aérea de la ciudad estaba asignada a la 1.ª Brigada de Combate, mandada por el coronel Dragutin Rupčić y el 6.º Regimiento de Combate de la JKRV, con sede en Zemun. El 6.º Regimiento, a las órdenes del coronel Božidar Kostić, lo integraban el 32.º Grupo de Combate y el 51.º Grupo de Combate, comandados por los mayores Danilo Đorđević y Adum Romeo, respectivamente.
El 32.º Grupo de Combate, compuesto por tres escuadrones, contaba con 27 cazas Messerschmitt Bf 109, de fabricación alemana, y el 51.º Grupo de Combate, también dividido en tres escuadrones, manejaba 12 Messerschmitt Bf 109 y 6 interceptores Rogožarski IK-3 de fabricación nacional. La Base Aérea de Zemun fue uno de los primeros objetivos en ser destruido, y dejó a la aviación alemana en franca ventaja para proseguir sus ataques.
Tras los primeros bombardeos, escuadrillas de distintas brigadas se fueron sumando a la defensa de la ciudad. Las principales bases aéreas del Ejército yugoslavo y su dotación eran las siguientes:
- Kraljevo-Kragujevac, 6.º Regimiento de Combate, equipado con 36 Messerschmitt Bf109 y 30 Hawker Hurricane.
- Nova Topola-Bosanski Aleksandrovac, 2.ª Brigada Mixta: 33 Hawker Hurricane y 8 Ikarus IK-2.
- Bania Luka, 8.º Regimiento de Bombarderos: 48 Bristol Blenheim.
- Skopie-Uroševac, 3.º Regimiento de Bombarderos: 120 Dornier Do 17.

Además, existían otros regimientos y brigadas en Zagreb, Priština, Leskovac, Kumanovo, Paraćin, Bijeljina, Podgorica, Mostar, Čačak y Požega.
Los días 6 y 7 de abril, la JKRV solo consiguió derribar entre 90 y 100 aviones enemigos, mientras que solo el primer día perdió 24 aparatos en misiones defensivas y otros 40 en tierra. Todo ello teniendo en cuenta que el ataque relámpago de la Luftwaffe impidió a la fuerza aérea yugoslava ofrecer una resistencia organizada.

## Daños

### Pérdidas humanas
Belgrado tenía 370 000 habitantes en el momento de producirse los bombardeos. Las cifras de víctimas que dejaron los cuatro días de ataques aéreos (6, 7, 11 y 12 de abril) son muy variables, debido a la dificultad de su localización y al uso propagandístico que se hizo de las mismas. Los registros oficiales fueron de 2271 víctimas, que algunas estimaciones elevan a 4000, 5000, 10 000, y 17 000.
Según William Stephenson: «Después de cuatro días de lo que los alemanes llamaron en código Operación Castigo, unos 24 000 cadáveres fueron recuperados de las ruinas, y un número incontable nunca fueron encontrados».
Otros autores, como Eric Mombeek en su prestigiosa serie Jagdwaffe, interpretan que la cifra de 17 000 muertos fue inflada por Winston Churchill en sus memorias de posguerra. Mombeek afirma que los muertos durante la operación fueron menos de 1500.
Christopher Shores, considerado uno de los principales especialistas sobre la guerra aérea en Europa, señala que el número de víctimas fue «menos de 4000 pero más de 3500».
Antony Beevor, en una de sus obras más importantes, The Second World War, subraya la dificultad de conocer el número aproximado de víctimas, y aporta unos márgenes de entre 1500 y 30 000.

### Daños materiales

#### Edificios públicos
Durante el primer ataque, fue bombardeada la plaza Terazije, la plaza principal de la ciudad, además de los edificios municipales.
La más importante institución cultural que fue destruida fue la Biblioteca Nacional de Serbia, construida en 1832, que albergaba 350 000 libros, al igual que documentos únicos como manuscritos medievales de incalculable valor. De igual manera, una bomba alcanzó el Centro Cultural de Belgrado lo que provocó su incendio inmediato; este causó la destrucción de 251 obras pictóricas que se encontraban en la galería de pintura, situada en la última planta. No obstante, la actuación del encargado del edificio, que lanzó muchas de ellas al patio, evitó su desaparición total.
El bombardeo del 6 de abril dañó seriamente el Palacio Viejo (Stari dvor), construido en 1884 y que había sido la residencia real de la dinastía Obrenović. En la época, se dedicaba a fiestas y recepciones. Objetivos preferentes de las bombas incendiarias fueron la Academia Militar de Belgrado y el Ministerio del Ejército.

#### Comunicaciones
La Estación Principal de Belgrado de ferrocarril fue uno de los principales objetivos de los ataques y quedó parcialmente destruido su edificio principal, que databa de 1884. Otro punto neurálgico fue el Aeropuerto de Belgrado Dojno Polje inaugurado en 1927, que fue totalmente inutilizado, aunque después los alemanes harían uso de él y lo destruyeron en 1944 cuando abandonaron la ciudad.
El Puente del rey Alejandro, que conectaba el centro de Belgrado con el suburbio de Novi Beograd, resultó destruido por las bombas alemanas. Las fuerzas de ocupación construyeron uno de pontones en el mismo lugar, pero el bombardeo aliado de 1944 lo inutilizó totalmente. La red de tranvía de Belgrado también resultó muy dañada, al producirse la destrucción de 38 tranvías y la mayor parte de sus infraestructuras. Asimismo, las bombas destruyeron las oficinas centrales de correos y telégrafos.
Los estudios de Radio Belgrado resultarían también destruidos por el bombardeo. Los alemanes continuaron emitiendo desde otro edificio por su misma frecuencia, con una programación destinada a sus soldados, donde se popularizó la canción «Lili Marleen».

#### Otros
En la segunda oleada de ataques del día 6, fueron destruidas varias centrales eléctricas y depósitos de agua, así como la zona industrial de la ciudad. Por esta causa, se interrumpieron los suministros eléctrico y de agua.
Los edificios de carácter religioso tampoco se libraron del poder destructivo de las bombas incendiarias. La Iglesia de San Marcos, situada en el Parque Tašmajdan y que había sido terminada un año antes, resultó destruida, aunque después de la guerra se edificó una nueva con el mismo nombre. La Catedral de San Sava, el templo ortodoxo más importante del país, que se encontraba en construcción, no sufrió daños graves, y los alemanes lo utilizaron como aparcamiento durante la ocupación.
El bombardeo alcanzó también el Zoo de Belgrado, lo que produjo la muerte de muchos animales y propició que otros estuviesen vagando por la ciudad; incluso un oso polar llegó a zambullirse en el río Sava. El director de cine serbio Emir Kusturica recogió esta situación en su película Underground, de 1995. La embajada de Estados Unidos también quedó reducida a escombros.
Se estima que 714 edificios quedaron completamente destruidos, 1188 lo fueron parcialmente y 6826 resultaron seriamente dañados.

## Consecuencias
Siguiendo los planes previstos, y tras haber eliminado las principales defensas de la ciudad, las fuerzas alemanas iniciaron su ocupación por tierra. El ataque se realizó desde tres puntos distintos: el XLVI Cuerpo de Ejército Panzer atacó por el noroeste, el XLI Cuerpo de Ejército Motorizado por el noreste y el XI Cuerpo de Ejército y el XIV Cuerpo de Ejército Panzer por el sur. Una semana después, Belgrado cayó bajo dominio alemán.
En los días siguientes, Bulgaria, Hungría e Italia sumaron sus fuerzas a la Alemania nazi para desmembrar el Reino de Yugoslavia, con el apoyo del recién creado Estado títere fascista del Estado Independiente de Croacia. El país fue invadido en 12 días y capituló en Bosnia el 17 de abril de 1941; el rey Pedro II formó un Gobierno en el exilio en Londres. Con el camino expedito, Grecia cayó una semana más tarde, lo que aseguró al Tercer Reich su dominio sobre los Balcanes y la mayor parte de la Europa continental, y quedó listo para lanzar el ataque contra la Unión Soviética.

## Juicios

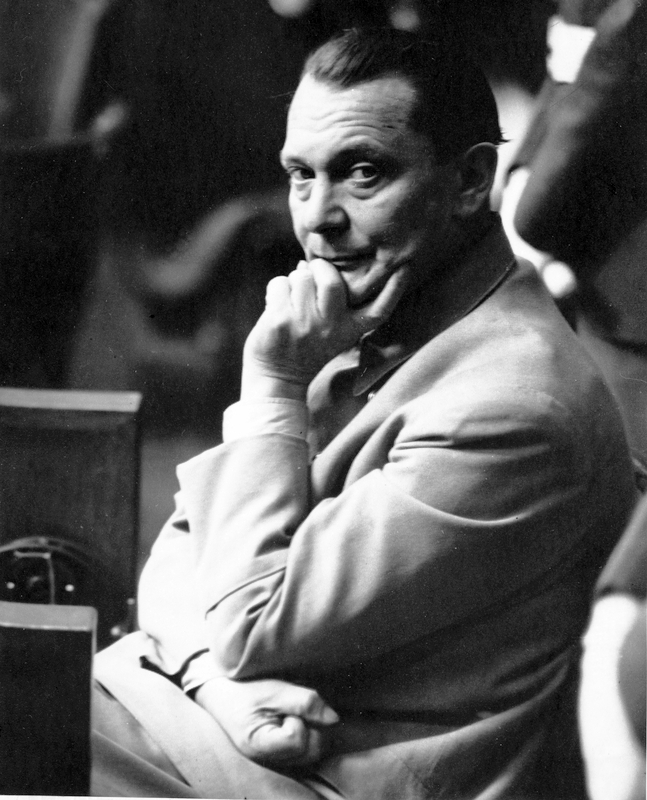
Hermann Göering en 1946 durante los Juicios de Núremberg. El Reichsmarschall justificó en todo momento el ataque a Yugoslavia como un resultado del (según sus propias palabras) golpe de Simović. Además, no reconoció que la población belgradense se encontrase indefensa durante el bombardeo, calificando Belgrado como una «fortaleza».

El más alto jerarca nazi juzgado por el bombardeo de Belgrado fue Hermann Wilhelm Göring. Göring era Reichsmarschall, lugarteniente y sucesor de Hitler, además de comandante supremo de la Luftwaffe cuando se produjo el bombardeo y, como tal, participó en su planificación y ejecución. Durante los Juicios de Núremberg debió responder por los crímenes de guerra contra la población civil cometidos en el ataque a la capital serbia: en la sesión del 21 de marzo de 1946, el fiscal David Maxwell Fyfe interrogó a Göring sobre los hechos en los siguientes términos:

Maxwell: Usted recuerda que justificó que el ataque a Belgrado se debió al hecho de que la oficina de la guerra y otra serie de organizaciones militares importantes se encontraban allí. Esa fue su justificación, ¿verdad?

Goering: Sí.

Maxwell: Ahora, ¿recuerda cómo Hitler dio la orden que le acabo de leer:

"La tarea principal de la Fuerza Aérea es comenzar lo antes posible con la destrucción de las instalaciones terrestres de la Fuerza Aérea Yugoslava..."

Ahora, le pido que tenga en cuenta la siguiente palabra "y":

"... y destruir la capital Belgrado en oleadas de ataques. Además la Fuerza Aérea tiene que apoyar al Ejército de Tierra".

Le aseguro que esa orden deja claro que el ataque a Belgrado no era más que otra de sus exhibiciones de ataques terroristas con el fin de tratar de someter a una población que tendría dificultades para resistirlo.

Goering: No, eso no es correcto. La población de Belgrado se defendió. Belgrado era mucho más que un centro militar.
Núremberg
21 de marzo de 1946.

El 1 de octubre de 1946, Göring fue condenado a muerte por el tribunal, pero se suicidó en su celda el 15 de octubre siguiente, la noche antes de ser ahorcado.
Alexander Löhr, comandante en jefe de la Luftflotte 4 que efectuó el bombardeo, fue detenido el 25 de mayo de 1945 por los Partisanos yugoslavos en Topolšica (hoy Eslovenia) tras firmar la rendición de sus tropas. En los primeros interrogatorios a que fue sometido, entre su captura y el 6 de junio, Löhr declaró:

Mi personal y yo partimos el 26 de marzo hacía Sofía, ya que la campaña contra Grecia estaba a punto de comenzar.

Al día siguiente, el 27 de marzo de 1941, tuvo lugar el golpe de Estado en Yugoslavia. Fui llamado inesperadamente a Berlín, donde recibí órdenes del Reichsmarshal Göring de preparar las operaciones aéreas contra Yugoslavia.

Después de esto, se iniciaron los preparativos contra Yugoslavia. En mi primera reunión con Göring no fui informado de la fecha de inicio de la guerra contra Yugoslavia, pero sería poco después. En Viena, recibí una orden escrita en la que se fijaba el inicio de las operaciones para el 6 de abril.

Transferido a Belgrado, permaneció en prisión hasta principios de 1947, en que un tribunal le condenó a muerte por crímenes de guerra, siendo ahorcado el 26 de febrero en la capital yugoslava. El bombardeo sin previa declaración de guerra fue uno de los cargos de la acusación que llevó a la ejecución del general Löhr.
El mariscal de campo alemán Paul von Kleist, comandante del I Panzergruppe dijo durante su juicio después de la guerra: «El ataque aéreo sobre Belgrado en 1941 tenía un carácter principalmente político-terrorista y no tenía nada que ver con la guerra. Ese bombardeo aéreo fue una cuestión de vanidad de Hitler, su venganza personal». Von Kleist fue juzgado en Belgrado en 1946, condenado a cadena perpetua y falleció en 1954 en un campo de prisioneros cerca de Moscú.